# 애니깽
"애니깽"은 1997년에 개봉한 대한민국의 영화이다. 아직 미완성작이었음에도 1996년 4월 개최된 제 34회 대종상 시상식에 후보로 올라. 은행나무 침대, 꽃잎, 돼지가 우물에 빠진 날, 학생부군신위, 301 302 등 주요 후보들을 제치고 감독상, 최우수작품상, 여우주연상을 수상하게 되어 시상식의 공정성에 논란이 재기되었다. 이 영화의 이름을 따 해당 사건을 "애니깽 사태"라고 부른다.

## 줄거리
1905년을 배경으로 한 이 사극은 멕시코의 헤네켄 농장에서 고된 삶을 살아가는 조선인 노동자들의 비극적인 처지를 그린다. 이야기는 몰락한 양반 가문의 딸과 백정의 아들 사이의 사랑을 중심으로 전개된다.

## 캐스팅
- 장미희 - 국희 역
- 임성민 - 천동 역[1]
- 김성수 - 동주 역
- 김청 - 곡비 역
- 노영국 - 무칠 역

## 수상
- 1996년 제34회 대종상
  - 최우수작품상
  - 감독상 - 김호선
  - 여우조연상 - 김청